# Шабаева, Мария Фёдоровна
Мария Фёдоровна Шабаева (1905—1983) — педагог, доктор педагогических наук (1957), профессор (1959). Член Коммунистической партии (1927).

## Биография
Мария Шабаева родилась 18 ноября (по другим сведениям 22 ноября) 1905 года в городе Москве. Свою педагогическую деятельность начала с 1922 года, работала пионервожатой, преподавала в школах историю и обществоведение. В 1920-е годы Мария Шабаева была организатором пионерского движения в Сибири и Средней Азии. Поступила учиться в Академию коммунистического воспитания имени Н. К. Крупской, которую окончила в 1931 году, её наставниками были П. П. Блонский, Е. Н. Медынский, М. В. Крупенина, И. Ф. Свадковский. После окончания аспирантуры при Центральном научно-исследовательском институте педагогики с 1934 года занималась педагогической и научно-исследовательской деятельностью. Преподавала в Ростовском государственном педагогическом университете, Московском педагогическом государственном институте им. В. И. Ленина, ЛГПИ имени А. И. Герцена, а также в НИИ истории и теории педагогики АПН РСФСР (с 1967 года — АПН СССР), где с 1965 года профессор Шабаева Мария Фёдоровна была заведующим сектором истории педагогики и школы в СССР и за рубежом. В 1944 году Мария Фёдоровна защитила кандидатскую диссертацию на тему «Теория воспитания Локка», докторскую по теме «Школа и учительство России в I-й четверти XIX в.».
Профессор Шабаева подготовила 34 кандидата наук. Является автором более 80 научных трудов, под редакцией Марии Фёдоровны были изданы учебные пособия: «История педагогики. Учебное пособие для дошкольных педагогических училищ» (1961), «История педагогики. Учебное пособие для студентов педагогических вузов» (1981), выпущен «История педагогики. Учебник для педагогических институтов» (1982, совместно с Н. А. Константиновым и E. H. Медынским), также участвовала в издании учебного пособия «Очерки истории школы и педагогической мысли народов СССР XVIII в. — первая половина XIX в.» (1973). Одна из авторов третьего издания Большой советской энциклопедии.
Шабаева была председателем Учёной комиссии по педагогике при Министерстве просвещения РСФСР, членом научно-методического совета при Министерстве просвещения СССР.
Мария Фёдоровна Шабаева скончалась 14 ноября 1983 года в Москве.

## Награды
Мария Фёдоровна Шабаева награждена орденом «Знак Почёта», медалями К. Д. Ушинского, Я. А. Коменского (Чехословацкая ССР) и Я. Корчака (Польская Народная Республика).